# Golema Reka
Golema Reka (makedonska: Голема Река) är ett vattendrag i Nordmakedonien. Det rinner genom kommunen Plasnica, i den västra delen av landet, 60 kilometer söder om huvudstaden Skopje.